# Bandera d'Alfés
La bandera oficial d'Alfés té la següent descripció:
Bandera apaïsada, de proporcions dos d'alt per tres de llarg, bicolor vertical groga i verd clar, amb les claus en aspa de l'escut al centre de la partició, cadascuna de llargària 5/6 de l'alçària del drap, verd clar els segments de les claus situats a la primera meitat groga i groc els situats a la segona, verd clar.
Va ser aprovada el 4 de març de 2010 i publicada en el DOGC el 26 de març del mateix any amb el número 5596.